# Kraftwerk Ras Laffan C
Das Kraftwerk Ras Laffan C, auch Kraftwerk Ras Girtas genannt, ist ein GuD-Kraftwerk in Katar, das am Persischen Golf in der Industriestadt Ras Laffan, Gemeinde al-Chaur gelegen ist. Einen halben Kilometer östlich des Kraftwerks Ras Laffan C befindet sich das Kraftwerk Ras Laffan B.
Mit einer installierten Leistung von 2.730 MW ist Ras Laffan C das leistungsstärkste Kraftwerk in Katar und dient zur Abdeckung der Grundlast. Seine installierte Leistung stellte zum Zeitpunkt der Einweihung der Anlage im Jahre 2011 fast 30 % der gesamten Erzeugungskapazität Katars in Höhe von 7.600 MW dar.

## Kraftwerksblöcke
Das Kraftwerk besteht aus insgesamt zwölf Blöcken unterschiedlicher Leistung, die in den Jahren 2010 und 2011 in Betrieb gingen. Die Turbinen wurden von Mitsubishi Heavy Industries (MHI), die Generatoren von Mitsubishi Electric (Melco) und die Dampfkessel von Doosan Heavy Industries (DHI) geliefert. Die folgende Tabelle gibt einen Überblick:
| Block | Max. Leistung (MW) | Betriebsbeginn | Turbine | Generator | Dampfkessel |
| ----- | ------------------ | -------------- | ------- | --------- | ----------- |
| 1     | 227,5              | 2010           | MHI     | Melco     | DHI         |
| 2     | 227,5              | 2010           | MHI     | Melco     | DHI         |
| 3     | 260                | 2011/04        | MHI     | Melco     |             |
| 4     | 227,5              | 2010           | MHI     | Melco     | DHI         |
| 5     | 227,5              | 2010           | MHI     | Melco     | DHI         |
| 6     | 260                | 2011/04        | MHI     | Melco     |             |
| 7     | 227,5              | 2010           | MHI     | Melco     | DHI         |
| 8     | 227,5              | 2010           | MHI     | Melco     | DHI         |
| 9     | 260                | 2011/04        | MHI     | Melco     |             |
| 10    | 227,5              | 2010           | MHI     | Melco     | DHI         |
| 11    | 227,5              | 2010           | MHI     | Melco     | DHI         |
| 12    | 260                | 2011/04        | MHI     | Melco     |             |

## Meerwasserentsalzung
Ras Laffan C ist die größte Anlage zur Meerwasserentsalzung in Katar. Sie kann täglich 286.000 m³ Trinkwasser liefern.
Dem Kraftwerk angeschlossen sind zehn Anlagen zur Meerwasserentsalzung, die von der Firma SIDEM, einer Tochter von Veolia geliefert wurden. Jede von ihnen liefert täglich 28.640 m³ Trinkwasser. Das Kraftwerk versorgt die Entsalzungsanlagen mit dem nötigen Dampf für den Entsalzungsprozess (Multi-Effekt-Destillation bzw. Mehrstufige Entspannungsverdampfung: siehe Meerwasserentsalzung).

## Eigentümer
Die Anteile am Kraftwerk werden zu 60 % durch Katar und zu 40 % durch ein Konsortium gehalten. Der Anteil von Katar teilt sich auf Qatar Electricity & Water Company (QEWC) mit 45 % und Qatar Petroleum mit 15 % auf. Die Anteile am Konsortium sind wie folgt: GDF Suez (durch die Tochter International Power) 20 %, Mitsui & Co. 10 %, Chubu Electric Power 5 % und Shikoku Electric Power 5 %.

## Sonstiges
Die Errichtungskosten für das Kraftwerk und die Meerwasserentsalzungsanlage betrugen 3,9 Mrd. Dollar. Die Projektvergabe für das Kraftwerk erfolgte im März 2008, die Einweihung der gesamten Anlage war am 31. Mai 2011.
QEWC hat sich verpflichtet, sowohl den im Kraftwerk produzierten Strom als auch das Wasser für die nächsten 25 Jahre abzunehmen. QEWC erwartet, dass der Strombedarf Katars von 7,6 GW im Jahre 2011 auf 10 GW im Jahre 2020 steigen wird und dass sich die benötigte Trinkwassermenge in demselben Zeitraum von 1,1 Mio. m³ pro Tag auf 2,1 Mio. m³ pro Tag nahezu verdoppeln wird.